# 프리에나이

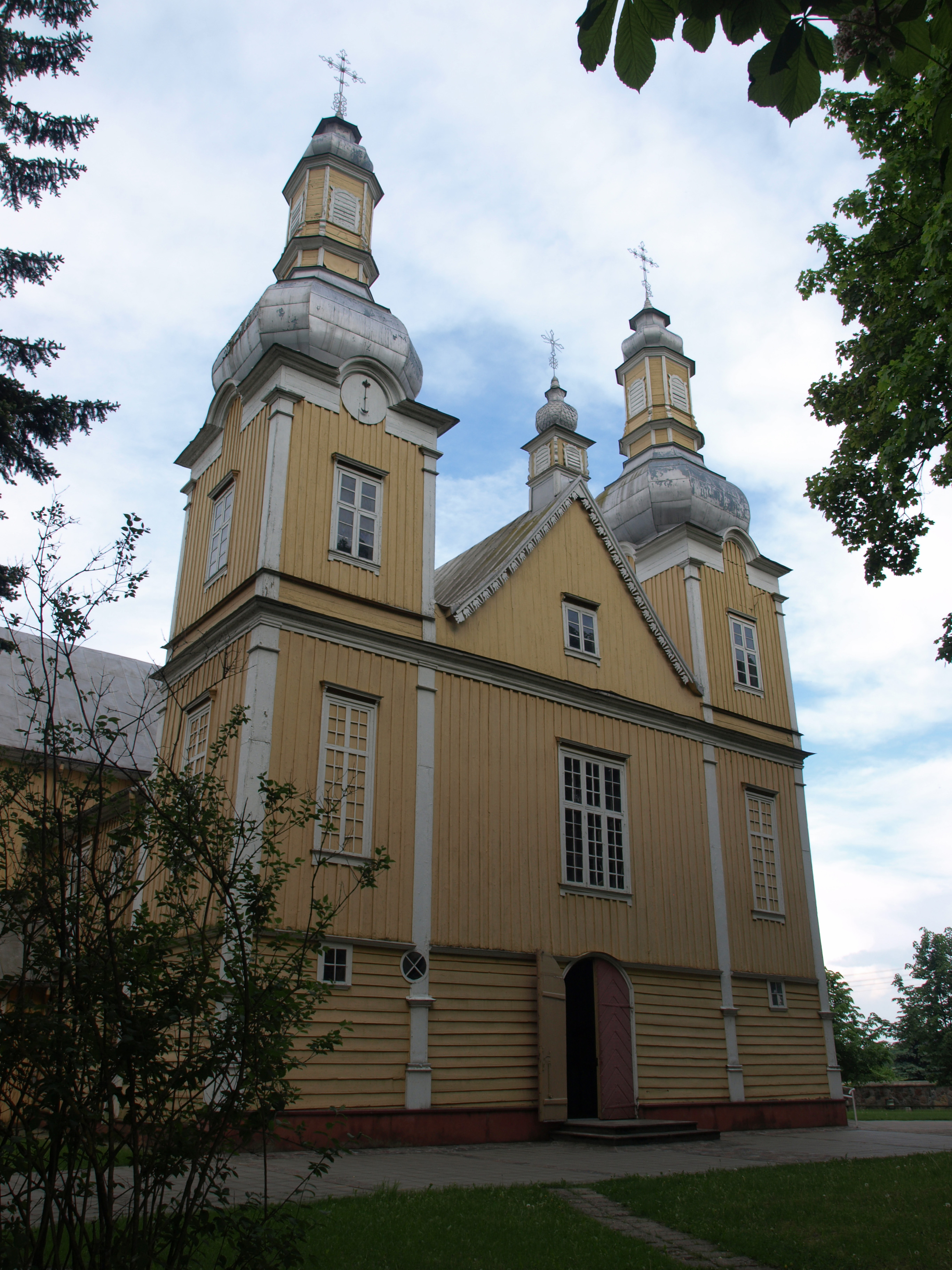
프리에나이 교회

프리에나이(리투아니아어: Prienai)는 리투아니아 카우나스 주에 위치한 도시로, 인구는 11,131명(2005년 기준)이다. 네만강과 접하며 카우나스에서 남쪽으로 39km 정도 떨어진 곳에 위치한다.
1502년 문헌에 처음 등장했으며 제2차 세계 대전 때 독일군에 점령되었다. 당시 많은 주민들이 다른 곳으로 이주하거나 추방되었으며 특히 많은 유대인들이 나치당에 의해 학살당했다.

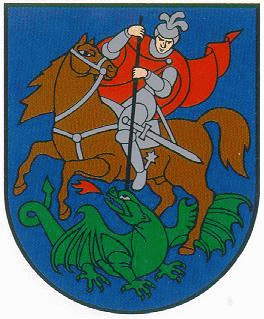
시 문장